# Fascio
Fascio (pronunciación italiana: AFI: [ˈfaʃʃo]; en plural: fasci) es una palabra italiana que significa literalmente «haz» (refiriéndose fundamentalmente a un haz de varas), y en sentido figurado significa «liga», y que constituía una traducción italiana de la palabra «fasces», símbolo de la autoridad republicana en la antigua Roma.

## Historia
El fasces clásico simbolizaba «la fuerza a través de la unidad»: si bien cada varilla independiente que formaba el fasces era frágil, todas las varillas como un conjunto constituían una fuerza apreciable.
Por extensión, el término fascio surgió en Italia después de la unificación italiana con el sentido de grupo, sindicato o liga, usualmente vinculado con sindicatos obreros, como manifiesta el hecho de que grupos obreros derivados de asociaciones sindicales internacionales tomaban comúnmente el nombre de fascio operaio (o «fascio de obreros»), usando también la expresión fascio dei lavoratori (o "fascio de trabajadores") para describirse a sí mismos. El término «fascio» fue utilizado con un sentido de «partido político» por vez primera en la década de 1890 por grupos de revolucionarios en Sicilia, para describir su unión campesina. El más famoso de estos grupos fueron los Fasci Siciliani que lanzaron una importante (aunque desorganizada) revolución obrera campesina durante 1895-1896 inspirada en una mezcla de ideas anarquistas, republicanas, y socialistas, en protesta por el gravísimo empobrecimiento de las áreas rurales de Sicilia como resultado de la masiva fuga de capitales al industrializado norte italiano y la caída de los precios de las materias primas en que se basaba la economía siciliana, fenómenos ante los cuales los fasci siciliani acusaban de inacción al gobierno en Roma. A partir de entonces, la palabra conservó en Italia connotaciones fuertemente revolucionarias.
Fueron estas connotaciones de rebeldía agresiva las que hicieron atractivo el uso de este término por parte de jóvenes nacionalistas que exigieron vehementemente la intervención italiana en la Primera Guerra Mundial. El 18 de agosto de 1914, el sindicalista Alceste de Ambris lanzó un discurso desde la tribuna de la Unión Sindical Milanesa (USM) con un feroz ataque contra la neutralidad e instó a la intervención del gobierno italiano contra la reacción alemana y la necesidad de ayudar militarmente a Francia y Gran Bretaña en su lucha contra los Imperios Centrales, equiparando la guerra con la Revolución Francesa.
Estas situaciones causaron una profunda división dentro de la Unión Sindical Italiana (Unione Sindacale Italiana o USI). La mayoría optó por apoyar la neutralidad del gobierno en conformidad con los planteamientos de los líderes socialistas, pero los grupos más radicales fundaron el 1 de octubre de 1914 la Fasci d'Azione internazionalista rivoluzionaria. El 5 de octubre, el ultranacionalista Angelo Oliviero Olivetti publicó su manifiesto en el primer número de su órgano de prensa, Pagine libere; fue entonces cuando un agitador socialista aún poco conocido, Benito Mussolini, se unió al grupo y tomó prontamente el liderazgo. El 11 de diciembre de 1914, Mussolini propulsó un grupo político más nacionalista, los Fasci d'Azione rivoluzionaria, que era una fusión de otros dos movimientos previos. Tras una serie de intentos para mantener la neutralidad, el gobierno italiano decidió intervenir en la guerra en mayo de 1915, estimulando que los fascio se convirtieran entonces en fuente de numerosos voluntarios para el frente de lucha contra el Imperio austrohúngaro.
En 1919, después que la guerra había terminado, Mussolini reconstituyó el fascio de Milán, con el nuevo nombre de Fasci italiani di combattimento (literalmente «Liga italiana de los combatientes»), dando énfasis a la presencia de soldados veteranos de la Primera Guerra Mundial. Otros grupos con el mismo nombre fueron creados a lo largo de Italia, con el objetivo común de oponerse por la violencia a todos aquellos -incluidos el rey y el gobierno- cuya inclinación pacifista supuestamente privaría a Italia de las ventajas que le corresponderían como uno de los vencedores en la guerra. Según H. W. Schneider, el nuevo fascio de Milán se formó alrededor de las mismas personas que habían sido miembros del fascio en 1915, pero con un nuevo nombre y un nuevo objetivo: ya no estimular el ingreso de Italia en la gran guerra europea, sino ahora tomar el poder en sus manos.
Con la radicalización de los antiguos «fascios» militaristas, el término empezó a ser usado casi exclusivamente para referirse a las radicales asociaciones de veteranos que, de un modo u otro, apoyaban al grupo de Benito Mussolini, mientras otras asociaciones abandonaban la denominación de fascio para diferenciarse de los nuevos extremistas. La palabra fascio sirvió entonces para denominar a una nueva ideología, el fascismo, y los seguidores de Mussolini se apropiaron del término; así, el 7 de noviembre de 1921 se fundó el Partito Nazionale Fascista (PNF) o Partido Nacional Fascista. La palabra fascio quedó así irremediablemete asociada a la ideología autoritaria del fascismo, a la cual había dado nombre, y los opositores a la dictadura de Mussolini así la aplicaron con el paso de los años.
En Italia, después de la Segunda Guerra Mundial, el término «fascio» se utiliza casi exclusivamente como la forma peyorativa de «neofascista», siendo que actualmente sólo grupos de extrema derecha utilizan este término para referirse a sí mismos.
Otros fasci italianos:
- Fasci del Véneto dirigido por Dino Grandi y Pietro Marsich.